# Appio Claudio Pulcro (console 79 a.C.)
Appio Claudio Pulcro (in latino: Appius Claudius Pulcher; 141 a.C. – 76 a.C.) è stato un politico romano.

## Biografia
Figlio dell'omonimo Appio Claudio Pulcro, console nel 143 a.C. e censore nel 136 a.C., fu partigiano di Lucio Cornelio Silla, ed esercitò la pretura nell'89 a.C. o nell'88 a.C. Dopo la partenza di Silla, impegnato contro Mitridate VI del Ponto, per l'Oriente, nell'86 a.C. Appio Claudio Pulcro fu esiliato e costretto a lasciare l'Italia dai populares guidati da Gaio Mario e Lucio Cornelio Cinna.
Fece ritorno a Roma tra l'83 e l'82 a.C., a seguito della morte di Mario e Cinna e del ritorno di Silla assieme al suo esercito, reduce dalla vittoria nella prima guerra mitridatica. Nel 79 a.C., all'età di 62 anni, fu console, e nel 77 a.C. fu inviato come proconsole nella provincia di Macedonia, dove riportò importanti successi militari sulle tribù di Traci che abitavano il massiccio dei monti Rodopi. Morì, infine, nel 76 a.C., stremato dalle fatiche sopportate durante il proconsolato. È probabile che la sua scomparsa abbia causato il tracollo economico della sua famiglia.
Appio Claudio Pulcro sposò, secondo un'ipotesi datata, Cecilia Metella Balearica Minore, oppure, più probabilmente, una matrona della gens Servilia. Dalla moglie ebbe otto figli, dei quali solo sei sopravvissero;
- Appio Claudio Pulcro, che raggiunse il consolato nel 54 a.C.;
- Gaio Claudio Pulcro, che raggiunse la pretura nel 56 a.C.;
- Publio Claudio Pulcro, che fu adottato da una famiglia plebea e mutò il proprio nome in Publio Clodio Pulcro;
- Claudia Pulcra Terzia, moglie di Quinto Marcio Re;
- Claudia Pulcra Quarta, meglio nota semplicemente come Clodia o come Lesbia;
- Claudia Pulcra Quinta, moglie di Lucio Licinio Lucullo.